# Hugo Bagnulo
Víctor Hugo Bagnulo Fernández   (Montevideo, Uruguay, 23 de julio de 1915 - † Montevideo, Uruguay, 7 de febrero de 2008), fue un futbolista y entrenador uruguayo. Histórico técnico del club Peñarol y la selección de Uruguay de larga y destacada trayectoria.

## Trayectoria

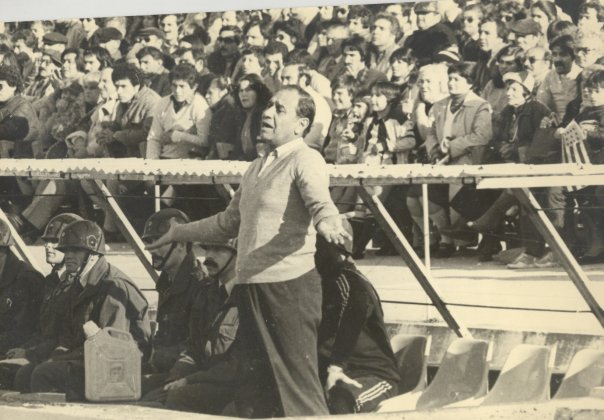
Hugo Bagnulo, técnico de Peñarol - 8 de agosto de 1982, Peñarol 1-0 Nacional.

### Como jugador
Se inició en las divisiones menores del Central Español, debutando en Primera División a los 20 años. Luego de ser fichado por el Club Atlético Defensor, fue contratado por Danubio para ya retirarse en ese club.

## Fundador de la Mutual de Futbolers Profesionales
Ha sido poco difundido su rol en la fundación de la actual Mutual de Futbolistas Profesionales, su activa participación consta en el Acta de Fundación del 6 de agosto de 1946. 
El Acta, en forma textual, dice: "Los abajo firmados, jugadores de fútbol profesional, concurrieron a la reunión celebrada en el día de la fecha en el local del Círculo de Cronistas Deportivos del Uruguay, en la calle José Martí 3435, para crear el gremio de los futbolistas uruguayos".
Los firmantes fueron: Enrique Castro, Schubert Gambetta, Joaquín Bermúdez, J.B. Besuzzo, Ricardo Pérez, Hugo Bagnulo, Washington Gómez, Alcidez Mañay, Armando Otero, Héctor Magliano, Enrique López, Pedro Salazar, Obdulio Varela, Flavio Pereyra Nattero, Nicolás Falero y Dalton Rosas Riolfo.

### Como entrenador
Se inició como entrenador del Danubio Fútbol Club en 1947. En 1955 asume como técnico del Selección nacional de su país, en 1958 se encarga de la dirección del Peñarol de Montevideo hasta 1959. Luego tendría una dilatada carrera como técnico en clubes como Defensor, Rosario Central de Argentina, Wanderers, Central Español, Alianza Lima de Perú, Nacional de Montevideo, Huracán Buceo, Liverpool y Bella Vista. En el año 1970 tomó la dirección técnica del Seleccionado de Uruguay y se mantuvo hasta 1973; Con 6 títulos de Campeón Uruguayo, es el entrenador que más campeonatos uruguayos ha conquistado en la historia del fútbol uruguayo, todos conseguidos con Peñarol, en los años 1958, 1959, 1973, 1974, 1975 y 1982.
En el año 1982 alcanzó la triple corona, al conquistar el Campeonato Uruguayo, la Copa Libertadores y la Copa Intercontinental (posteriormente llamado Mundial de Clubes) con el Club Atlético Peñarol de Uruguay.
Es uno de los pocos entrenadores que conquistaron la Copa Libertadores de América y la Copa América de Selecciones.

## Selección nacional
Dirigió a la selección uruguaya en varias oportunidades. La primera de ellas entre los años 1955-1957 donde gana la Copa América del año 1956 con Uruguay. Posteriormente en el año 1962 junto con Juan López (su gran amigo y además el entrenador de la selección uruguaya de 1950) y Roberto Scarone conforman el famoso triunvirato que se encargó de dirigir a la selección celeste en el Mundial de Chile de 1962.
En 1973, clasifica a Uruguay a la Copa del Mundo de Alemania 1974, donde fue sustituido por Roberto Porta, no permitiéndole dirigir al equipo que él mismo había clasificado.
Finalmente accede a dirigir de manera interina a su selección, durante un lapso breve en el año 1978, donde Uruguay jugó una serie de partidos internacionales.

## Clubes

### Como jugador
| Club            | País    | Año       |
| --------------- | ------- | --------- |
| Central Español | Uruguay | 1935-1938 |
| Defensor        | Uruguay | 1939-1946 |
| Danubio         | Uruguay | 1947      |

### Como entrenador
| Club                 | País      | Año       |
| -------------------- | --------- | --------- |
| Danubio              | Uruguay   | 1947      |
| Defensor             | Uruguay   | 1952-1956 |
| Selección de Uruguay | Uruguay   | 1956      |
| Peñarol              | Uruguay   | 1958-1959 |
| Nacional             | Uruguay   | 1962      |
| Rampla Juniors       | Uruguay   | 1963-1964 |
| Rosario Central      | Argentina | 1965      |
| Wanderers            | Uruguay   | 1966      |
| Rampla Juniors       | Uruguay   | 1967      |
| Central Español      | Uruguay   | 1968      |
| Defensor Lima        | Perú      | 1969      |
| Alianza Lima         | Perú      | 1969-1970 |
| Selección de Uruguay | Uruguay   | 1970-1973 |
| Bella Vista          | Uruguay   | 1971      |
| Huracán Buceo        | Uruguay   | 1972      |
| Peñarol              | Uruguay   | 1973-1975 |
| Liverpool            | Uruguay   | 1976      |
| Emelec               | Ecuador   | 1976-1977 |
| Selección de Uruguay | Uruguay   | 1978      |
| Universidad Mayor    | Uruguay   | 1980-1981 |
| Peñarol              | Uruguay   | 1982-1983 |

## Palmarés

### Campeonatos nacionales
| Título              | Club    | País    | Año  |
| ------------------- | ------- | ------- | ---- |
| Campeonato uruguayo | Peñarol | Uruguay | 1958 |
| Campeonato uruguayo | Peñarol | Uruguay | 1959 |
| Campeonato uruguayo | Peñarol | Uruguay | 1973 |
| Campeonato uruguayo | Peñarol | Uruguay | 1974 |
| Campeonato uruguayo | Peñarol | Uruguay | 1975 |
| Campeonato uruguayo | Peñarol | Uruguay | 1982 |

### Copas internacionales
| Título                | Club               | País    | Año  |
| --------------------- | ------------------ | ------- | ---- |
| Copa América          | Selección Uruguaya | Uruguay | 1956 |
| Trofeo Teresa Herrera | Peñarol            | Uruguay | 1974 |
| Trofeo Teresa Herrera | Peñarol            | Uruguay | 1975 |
| Copa Libertadores     | Peñarol            | Uruguay | 1982 |
| Copa Intercontinental | Peñarol            | Uruguay | 1982 |

(*) Incluyendo la selección
| Predecesor: Juan Carlos Corazzo | Entrenador de la selección de fútbol de Uruguay 1955-1957 | Sucesor: Juán López        |
| Predecesor: Guillermo Stábile   | Entrenador campeón de la Copa América 1956                | Sucesor: Guillermo Stábile |
| Predecesor: Juan Hohberg        | Entrenador de la selección de fútbol de Uruguay 1970-1973 | Sucesor: Roberto Porta     |